# Корабли в Лиссе
«Корабли в Лиссе» — рассказ Александра Грина, впервые опубликованный в 1922 году. Место действия — вымышленная писателем страна, которую позднее назвали «Гринландия». Содержит стихотворную вставку — «Песню Джона Манишки».

## Сюжет
Пять парусников блокированы в порту Лисса неприятельским капером (видимо, Гринландия, или её метрополия, вела с кем-то войну). Капитаны четырёх из этих парусников собрались за столом гостиницы «Унеси горе», размышляя, как выйти в море, обманув бдительность корсара. Капитана пятого парусника (бригантины «Фелицата») на берегу не видели; ходили только слухи, что эта бригантина нагружена золотом, и капер охотится именно за ней. И вот в гостиницу вошел некто Битт-Бой, имевший репутацию лоцмана, приносящего счастье. Капитаны наперебой предлагают лоцману вести свои суда. Лоцман предлагает решить спор при помощи условного жребия. Моряки решили бросить «живой жребий» — они заприметили в бухте баклана: к какому кораблю подплывет птица, туда и пойдет лоцман. Удача сопутствовала Эстампу, капитану парусника «Арамея». Битт-Бой обещал прибыть на это судно, оговорившись, что этому может воспрепятствовать одно обстоятельство. Обстоятельством этим, как видят читатели к концу повести, оказалась смертельная болезнь лоцмана, из-за которой он решает расстаться с любимой женщиной, и выходит в финале в плаванье на бригантине «Фелицата».

## В кино
- В 1965 году на ленинградском телевидении увидела свет одноимённая экранизация повести в постановке Давида Карасика и Льва Додина.
- В фильме «Алые паруса» и в телеспектакле «Человек из страны Грин» звучат отрывки из «Песни Джона Манишки», положенные на музыку.

## В других видах искусства
- Рассказ включает в себя куплеты Джона Манишки «Не ворчи, океан, не пугай…». Их впоследствии также исполнял писатель и бард Михаил Анчаров, восстановив мелодию по собственному ощущению.